# Tolé (distrito)
Tolé é um distrito da província de Chiriquí, Panamá. Possui uma área de 487,80 km² e uma população de 11.563 habitantes (censo 2000), perfazendo uma densidade demográfica de 23,70 hab./km². Sua capital é a cidade de Tolé.